# Andrea Bertolini

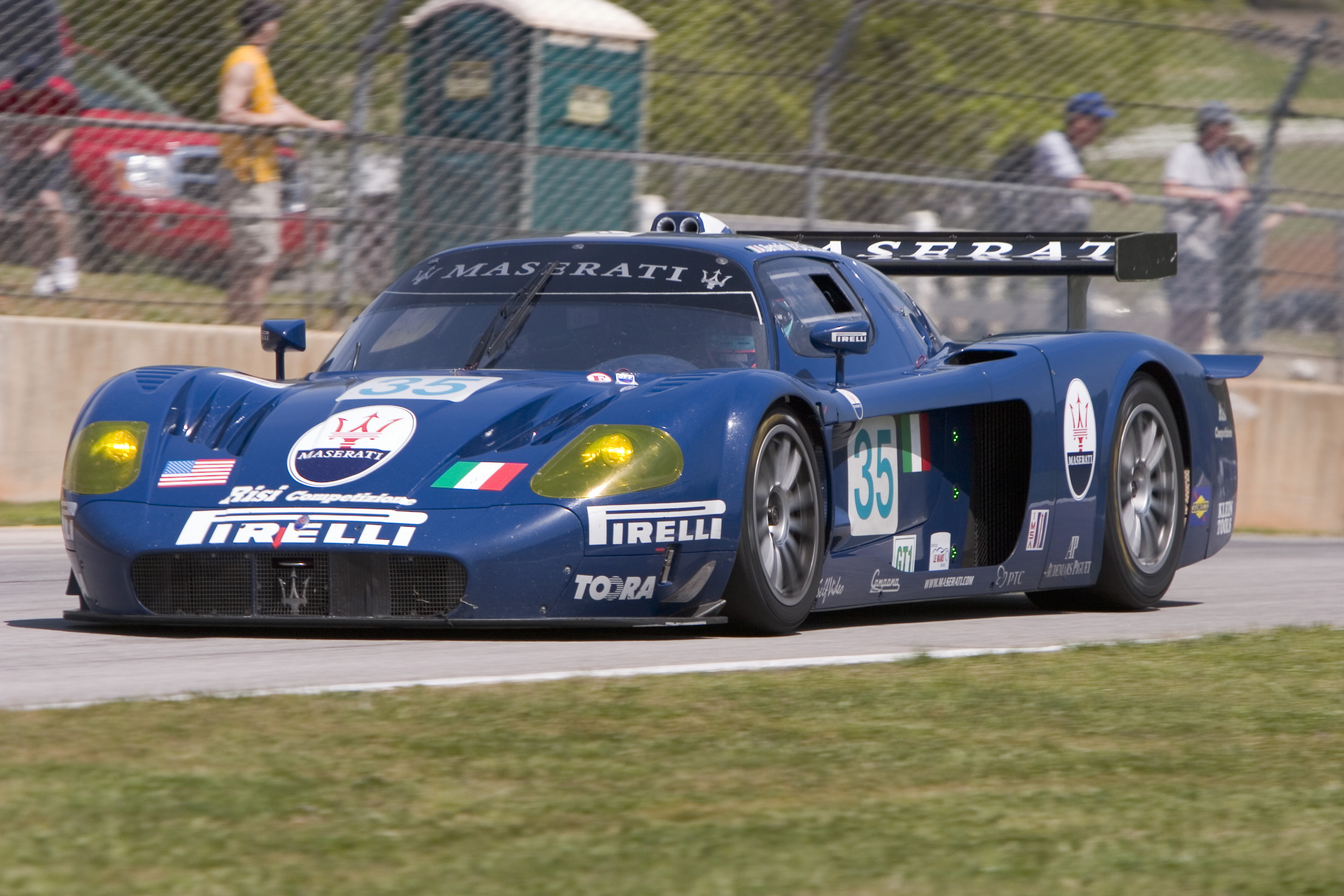
Andrea Bertolini pilotando una Maserati MC12 durante un entrenamiento en 2005.

Andrea Bertolini (Sassuolo, Italia, 1 de diciembre de 1973) es un piloto de automovilismo de velocidad italiano que ha triunfado en gran turismos a nivel internacional. Obtuvo el Campeonato FIA GT en 2006, 2008, 2009 y 2010, ganó las 24 Horas de Spa de 2006 y 2008, y obtuvo una victoria de clase en las 12 Horas de Sebring de 2012. Asimismo, fue campeón de la Superstars Series Internacional en 2011.

## Carrera
Bertolini debutó en el karting a los 11 años de edad, y obtuvo varios campeonatos italianos de la especialidad. En 2001 dio el salto a gran turismos al disputar el Campeonato FIA GT para el equipo Art en un Porsche 911 de la clase N-GT, donde fue variando de compañeros de butaca y obtuvo un quinto lugar como mejor actuación.
En 2002, el equipo JMB lo contrató para disputar el Campeonato FIA GT en una Ferrari 360 Modena, nuevamente en la clase N-GT, en colaboración con Andrea Garbagnati. Resultó cuatro en el clasificador final con seis podios; en las 24 Horas de Spa llegó segundo en su clase y cuarto absoluto, contando como pilotos extra a Andrea Montermini y Christian Pescatori. El italiano pasó correr junto a Fabrizio de Simone en 2003, donde resultó cuarto con cuatro victorias.
En 2004, Bertolini se dedicó a desarrollar la Maserati MC12. Con ella y junto a Mika Salo, disputó las cuatro últimas fechas de la clase GT1 de Campeonato FIA GT para el equipo AF Corse, de las que ganó dos y llegó segundo en una. También disputó las 24 Horas de Spa en Ferrari 360 del equipo Giesse en 2004.
El piloto continuó corriendo en el Campeonato FIA GT 2005 en una Maserati MC12, pero ahora de vuelta a JMB y con Karl Wendlinger como compañero de butaca. Resultó cuarto a escasos puntos del campeón, con una victoria y cinco podios, entre ellos un segundo lugar en las 24 Horas de Spa. Asimismo, disputó la American Le Mans Series para Risi en una Maserati MC12 oficial, donde logró dos podios en la clase GT1.
Continuando en el programa de Maserati en 2006, Bertolini se sumó al equipo Vitaphone del Campeonato FIA GT, teniendo como compañero de butaca a Michael Bartels. Obtuvieron los títulos de pilotos y equipos con tres victorias, entre ellas las 24 Horas de Spa con la ayuda de Eric van de Poele. En 2007, compitió en el Campeonato FIA GT junto a Andrea Piccini para otro equipo, Scuderia Playteam, siempre en Maserati. Cosechó una victoria, tres podios, un quinto lugar en las 24 Horas de Spa y la octava colocación final en el campeonato de pilotos de GT1. Ese año volvió a disputar Petit Le Mans para Maserati.
Durante el receso invernal de 2008, Bertolini se dedicó a desarrollar el automóvil nuevo del A1 Grand Prix en su rol de piloto oficial del grupo Fiat. Luego retornó a Vitaphone para acompañar a Bartels en el Campeonato FIA GT con la Maserati MC12 de la clase GT1. Ganó dos carreras, entre ellas las 24 Horas de Spa junto a Bartels, Van de Poele y Stéphane Sarrazin, consiguió cinco podios y logró los títulos de pilotos y equipos. En 2009 repitió ambos campeonatos, en este caso con dos victorias y cinco podios en ocho carreras.
El Campeonato FIA GT pasó a llamarse Campeonato Mundial de GT1 en 2010. Bertolini permaneció junto a Bartels en Vitaphone en el último año de actividad de la MC12. Ganó dos carreras finales y dos carreras clasificatorias, con lo que el trío se llevó los cetros por tercer año consecutivo.
Ante el retiro de Maserati del certamen, Bertolini pasó a correr una Maserati Quattroporte en la Superstars Series para Swiss Team, donde se coronó campeón del certamen internacional con 7 triunfos en 16 carreras y quedó sexto en el italiano. Asimismo, disputó las 24 Horas de Spa, ahora puntuables para la Blancpain Endurance Series, en una Ferrari 458 Italia de Vita4One (ex Vitaphone).
En 2012, Bertolini volvió a AF Corse para disputar el nuevo Campeonato Mundial de Resistencia en una Ferrari 458 Italia, en compañía de Olivier Beretta. Ganó en las 12 Horas de Sebring y obtuvo un tercer puesto y cuatro cuartos lugares. Además, finalizó quinto en la clase GT de las 24 Horas de Daytona para Risi junto a Beretta y Toni Vilander, y obtuvo la victoria de la clase GTE-Am en las 24 Horas de Spa junto a Alessandro Pier Guidi y dos amateurs.
Bertolini disputó las 24 Horas de Le Mans 2015 con una Ferrari 458 del equipo SMP Racing. Acompañado de dos amateurs, obtuvo el segundo puesto entre los GT, superando a numerosas tripulaciones profesionales.

## Resultados

### Campeonato Mundial de Resistencia de la FIA
(Clave) (negrita indica pole position) (cursiva indica vuelta rápida)

| Año  | Escudería  | Clase     | Automóvil              | 1   | 2   | 3   | 4   | 5   | 6   | 7   | 8   | 9   | Pos. | Puntos | Ref.  |
| ---- | ---------- | --------- | ---------------------- | --- | --- | --- | --- | --- | --- | --- | --- | --- | ---- | ------ | ----- |
| 2012 | AF Corse   | LMGTE Pro | Ferrari 458 Italia GT2 | SEB | SPA | LMS | SIL | SÃO | BHR | FUJ | SHA |     | 48.º | 4      | [ 1 ] |
| 2012 | AF Corse   | LMGTE Pro | Ferrari 458 Italia GT2 | 13  | 17  | 19  | Ret | 19  | 16  | 20  | 18  |     | 48.º | 4      | [ 1 ] |
| 2014 | AF Corse   | LMGTE Pro | Ferrari 458 Italia GT2 | SIL | SPA | LMS | COA | FUJ | SHA | BHR | SÃO |     | 11.º | 51     | [ 2 ] |
| 2014 | AF Corse   | LMGTE Pro | Ferrari 458 Italia GT2 |     | 5   |     | 6   | Ret |     | 2   | 3   |     | 11.º | 51     | [ 2 ] |
| 2015 | SMP Racing | LMGTE Am  | Ferrari 458 Italia GT2 | SIL | SPA | LMS | NÜR | COA | FUJ | SHA | BHR |     | 1.º  | 165    | [ 3 ] |
| 2015 | SMP Racing | LMGTE Am  | Ferrari 458 Italia GT2 | 3   | 3   | 1   | 1   | 1   | 6   | 3   | 5   |     | 1.º  | 165    | [ 3 ] |
| 2016 | AF Corse   | LMGTE Pro | Ferrari 488 GTE        | SIL | SPA | LMS | NÜR | MEX | COA | FUJ | SHA | BHR | NC   | 0      | [ 4 ] |
| 2016 | AF Corse   | LMGTE Pro | Ferrari 488 GTE        | Ret |     |     |     |     |     |     |     |     | NC   | 0      | [ 4 ] |